# Agrostis insularis
Agrostis insularis é uma espécie de gramínea do gênero Agrostis, pertencente à família Poaceae.